# Степок (Андрушёвский район)
Степо́к (укр. Степок) — село на Украине, основано в 1741 году, находится в Андрушёвском районе Житомирской области.
Код КОАТУУ — 1820388601. Население по переписи 2001 года составляет 678 человек. Почтовый индекс — 13421. Телефонный код — 4136. Занимает площадь 19,003 км².

## Адрес местного совета
с.Степок, ул.Школьная, 1